# Ulcère de la jambe
 Mise en garde médicale
Un ulcère de la jambe est une plaie chronique de la peau sur un membre inférieur chez l'être humain. La jambe est particulièrement vulnérable à des désordres circulatoires aboutissant à une ou plusieurs lésions de la peau et entravant la cicatrisation normale de celle-ci. 
- L'ulcère veineux (ou variqueux) survient lors d'une insuffisance veineuse des membres inférieurs parfois consécutif à une phlébite ou à des varices. Des facteurs aggravent cette maladie veineuse comme les grossesses et les professions ayant une station debout prolongée. D'autres facteurs ont une influence sur la maladie veineuse tels le tabagisme, l'alcoolisme, le diabète ou l'hypertension.
- L'ulcère artériel de la jambe survient en cas de trouble circulatoire artériel. L'artériopathie oblitérante des membres inférieurs consécutive à l'athérosclérose peut se manifester par une claudication et des douleurs mais aussi favoriser l'apparition d'un ulcère cutané et retarder sa cicatrisation.
- L'ulcère d'angiodermite nécrotique (necrotic angiodermatitis) est une entité particulière correspondant à une microangiopathie secondaire à une hypertension artérielle ou un diabète. Elle touche essentiellement les femmes.

## Description clinique

### Ulcère veineux
Les ulcères veineux représentent 90 % des ulcères de la jambe (les autres sont des ulcères artériels). Ils ont comme caractéristiques d'être :
- souvent uniques,
- de grande taille,
- pas ou peu douloureux en cas de surinfection,
- avec une localisation caractéristique au niveau sus-malléolaire interne.

Ils ont un début subit ou insidieux, avec une plaie qui ne cicatrise pas et qui s'étend de plus en plus. Ce sont des ulcères variqueux (post-thrombotiques) dans 50 % des cas, ou dus à une insuffisance veineuse chronique (chez les personnes âgées particulièrement).
Un écho Doppler du membre inférieur devra être systématiquement réalisé afin d'objectiver l'insuffisance veineuse et éliminer une insuffisance artérielle, possible dans le cadre d'ulcères mixtes.
Ils peuvent engendrer des érysipèles.

### Ulcère artériel
Dans sa présentation classique, l'ulcère d'origine artérielle touche les personnes présentant des facteurs de risque cardio-vasculaires. L'ulcère a pour caractéristique d'être profond, creusant, avec un fond nécrotique, suspendu à la face externe de la jambe. L’ulcère artériel est douloureux. Les pouls périphériques sont abolis et le pied est souvent froid. La peau est dépilée, blanche et froide en cas d'artériopathie. 
La prise en charge des ulcères d'origine artérielle est liée à celle de l'ischémie chronique des membres inférieurs. Dans un contexte d'ischémie chronique, les plaies ne pourront pas cicatriser seules. Des examens paracliniques des axes vasculaires (écho Doppler artériel, angioscanner, artériographie) sont indispensables afin d'évaluer le réseau artériel.
Le traitement des ulcères artériels est tout d'abord le traitement de la cause de la maladie. Ce traitement consiste en un geste de revascularisation par un chirurgien vasculaire. Une fois ce traitement réalisé, la plaie pourra cicatriser en suivant les étapes classique de cicatrisation.

### Ulcère d'angiodermite nécrotique
Il touche de manière classique la femme de plus de 60 ans, diabétique et hypertendue. L'apparition est souvent brutale, l'ulcération est de grande taille, extensive à bords purpuriques violacés. La plaie est très douloureuse.
Le traitement étiologique consiste en l'équilibration du diabète et la normalisation de l'HTA.

## Traitement
Le traitement est avant tout celui de la cause.
En cas d’ulcère d’origine veineuse, il s'agit de réduire l'excès de pression veineuse trans-murale :
- par des habitudes de vie : le maintien des jambes surélevées le plus souvent possible
- par des moyens physiques médicaux : compression des jambes par bandes et chaussettes de contention
- par des techniques chirurgicales : destructions des veines saphènes et de leurs branches incontinentes (stripping, phlébectomie), ou par ponction : occlusions extensives par injection de produits sclérosants, vapeur, laser, radiofréquences ou colle (voir varice), ou encore par chirurgie conservatrice et hémodynamique mini-invasive (Cure CHIVA).

Le traitement local a pour but de favoriser la cicatrisation, souvent retardée par la surinfection, en détergeant les tissus nécrotiques, favorisant ainsi la régénération tissulaire et luttant contre l’infection par divers antiseptiques, émollients, cellules germinales et autres produits dont un mélange constitué de 60 % de sucre ou glucose en poudre et 40 % de vaseline.

## Sources
- Petit Larousse de la médecine
- Cours de sémiologie veineuse de la faculté de médecine de Marseille
- Cours de sémiologie veineuse de la faculté de médecine de Lyon